# Geldgroei
De geldgroei is de periodieke toename van de totale hoeveelheid geld binnen een monetaire zone. Als een economie groeit is er meer geld nodig. In het verleden, toen de waarde van geld aan goud was gekoppeld, groeide de hoeveelheid geld net zozeer als de hoeveelheid goud die in omloop was. De goudproductie was echter ontoereikend om in de behoefte aan geld in de economie te voorzien, hetgeen tot deflatie leidde.
Geld ontstaat bij een centrale bank op de volgende wijze:
- Via marktoperaties: Hierbij koopt de centrale bank obligaties, in de regel staatsobligaties in op de kapitaalmarkt met behulp van nieuw geld.

Geld ontstaat verder op het moment dat een commerciële bank een lening verstrekt. Aan de ene kant van de bankbalans verschijnt een schuldverklaring van de leningnemer, aan de andere kant van de balans creëert de bank op dat moment nieuw geld. Uit het niets. Geld is daarmee een 'schuld aan de bank' geworden, schuldgeld in de volksmond. Banken hoeven hiervoor slechts 4% reserves aan te houden. Bron: Sustainable Finance Lab, DNB.